# Jezierzyce Słupskie
Jezierzyce Słupskie – stacja kolejowa w Jezierzycach Osiedlu, w województwie pomorskim, w Polsce. Stacje obsługuje przewoźnik Polregio z kursami między innymi do Słupska, Gdyni, Elbląga czy Bydgoszczy. 
Stacja posiada 1 peron z dwoma krawędziami oraz 3 czynne tory. Znajduje się tu budynek stacyjny z nieczynnymi kasami biletowymi.

## Ruch pasażerski
| Rok  | Wymiana pasażerska na dobę |
| ---- | -------------------------- |
| 2017 | 100-149                    |
| 2022 | 150-199                    |

Od 10 grudnia 2017 pociągi trójmiejskiej SKM przestały kursować na odcinku Lębork – Słupsk.
Do września 2022 roku na stacji zatrzymywał się pociąg spółki PKP Intercity relacji Białystok – Szczecin Główny